# Werner Karlsson
Johan Werner Karlsson, född 8 juli 1887 i Dillnäs Gnesta, död 5 februari 1946 i Stockholm, var en svensk cyklist. Han tävlade i Olympiska sommarspelen 1912.